# IR-Klasse HP
Die Baureihe HP war eine breitspurige Schlepptender-Dampflokomotive für den schweren Reisezugverkehr auf den Bahnen in Britisch-Indien, die von 1906 bis 1920 gebaut wurde. Sie gehört zu den BESA-Lokomotiven, die vom British Engineering Standards Committee, später British Engineering Standards Association (BESA) genannt, entwickelt wurden. Das Kürzel HP steht für Heavy Passenger (Locomotive).

## Geschichte
Die Baureihe HP war die für den schweren Reisezugverkehr vorgesehene Lokomotive, die erstmals in der BESA-Norm von 1907 vorgeschlagen wurde. Wie die Baureihe AP wurde die HP mit drei verschiedenen großen Schlepptendern angeboten, der kleine fasste 3000 Gallonen Wasser, der mittlere 4000 und der große 4500.
Die Lokomotiven wurden an verschiedene Bahnen geliefert, trugen aber nur bei der von den Indian States Railways (ISR) betriebenen Bahnen die Bauartbezeichnung HP. Sie wurden von mehreren Britischen Lokomotivfabriken gebaut. Nachgewiesen sind Lieferungen von Vulcan Foundry, Robert Stephenson and Company, North British Locomotive Company, Kitson and Company und William Beardmore and Company.
Später entstanden die Baureihe HPS mit Rauchrohrüberhitzer System Schmidt – das S steht für superheated ‚überhitzt‘, und die Baureihe HPC für die aus der Baureihe HP umgebauten Lokomotiven mit Überhitzer, wobei das C für converted ‚umgebaut‘ steht.
Zwei Lokomotiven der Baureihe HPS sind erhalten geblieben:
- HPS 30 der Bangladesh Railway in Rajshahi
- HPS 24467 der Indian Railways im National Rail Museum of India in Neu-Delhi.

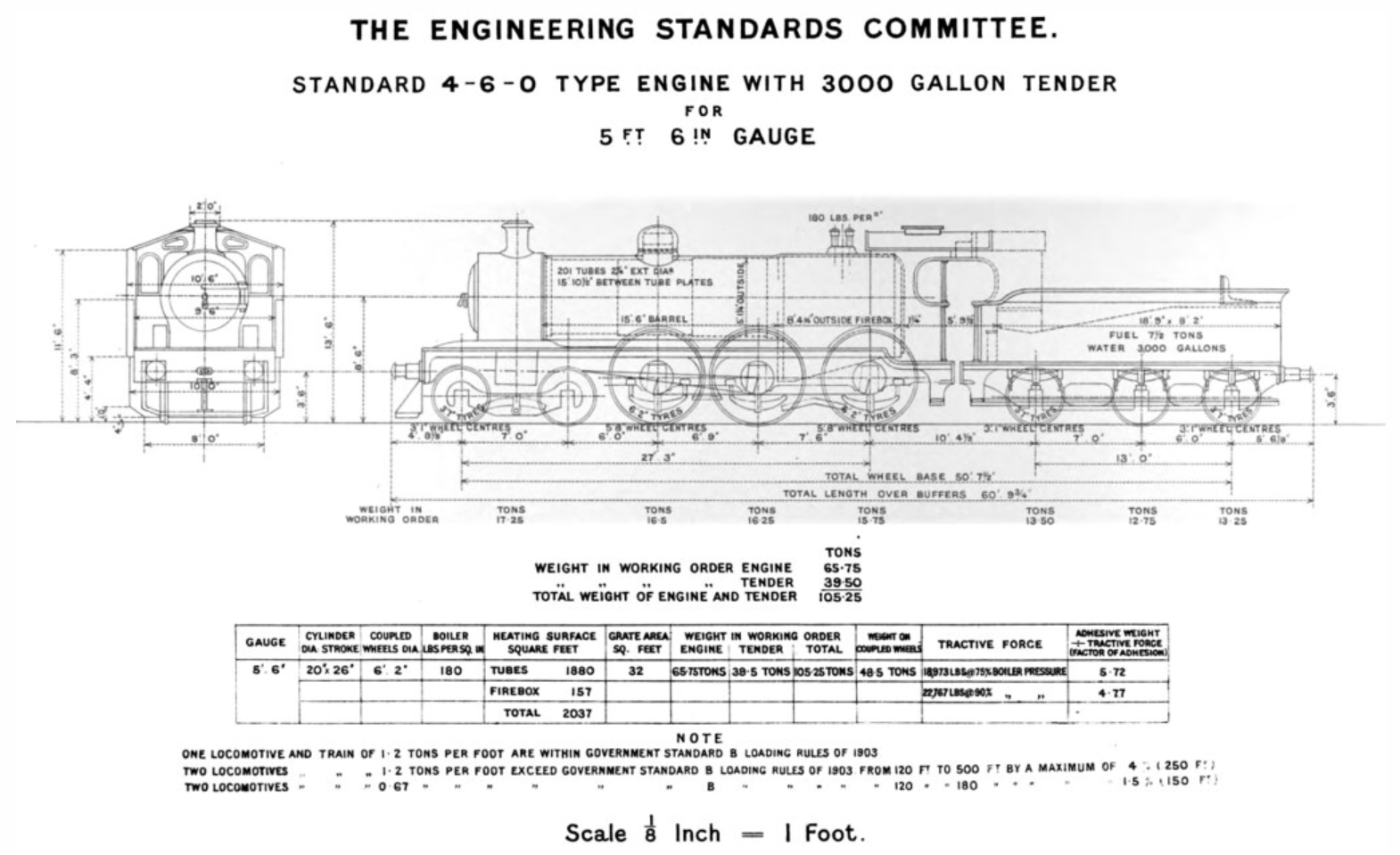
Variante mit 3000 Gallonen-Tender
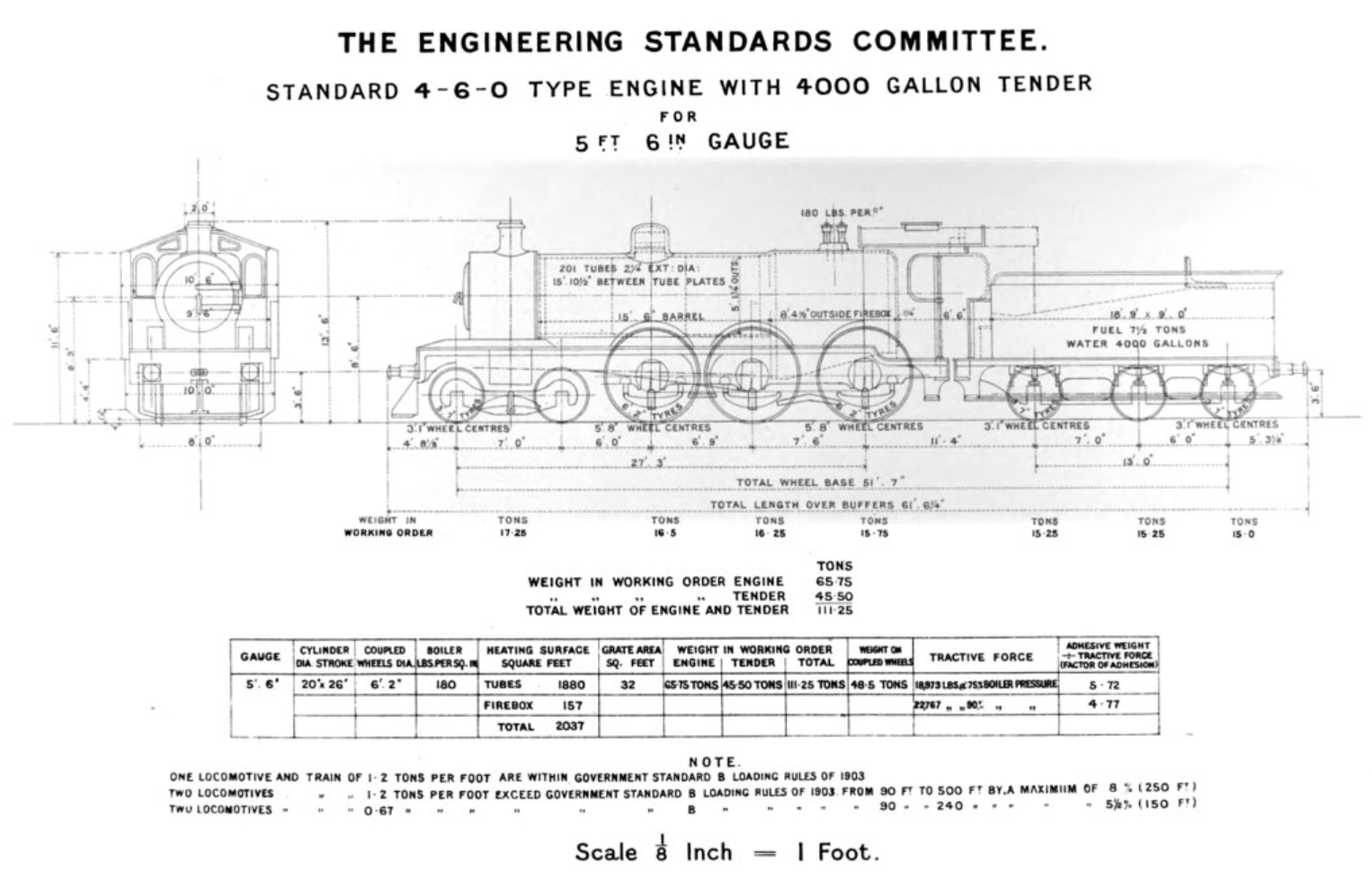
Variante mit 4000 Gallonen-Tender
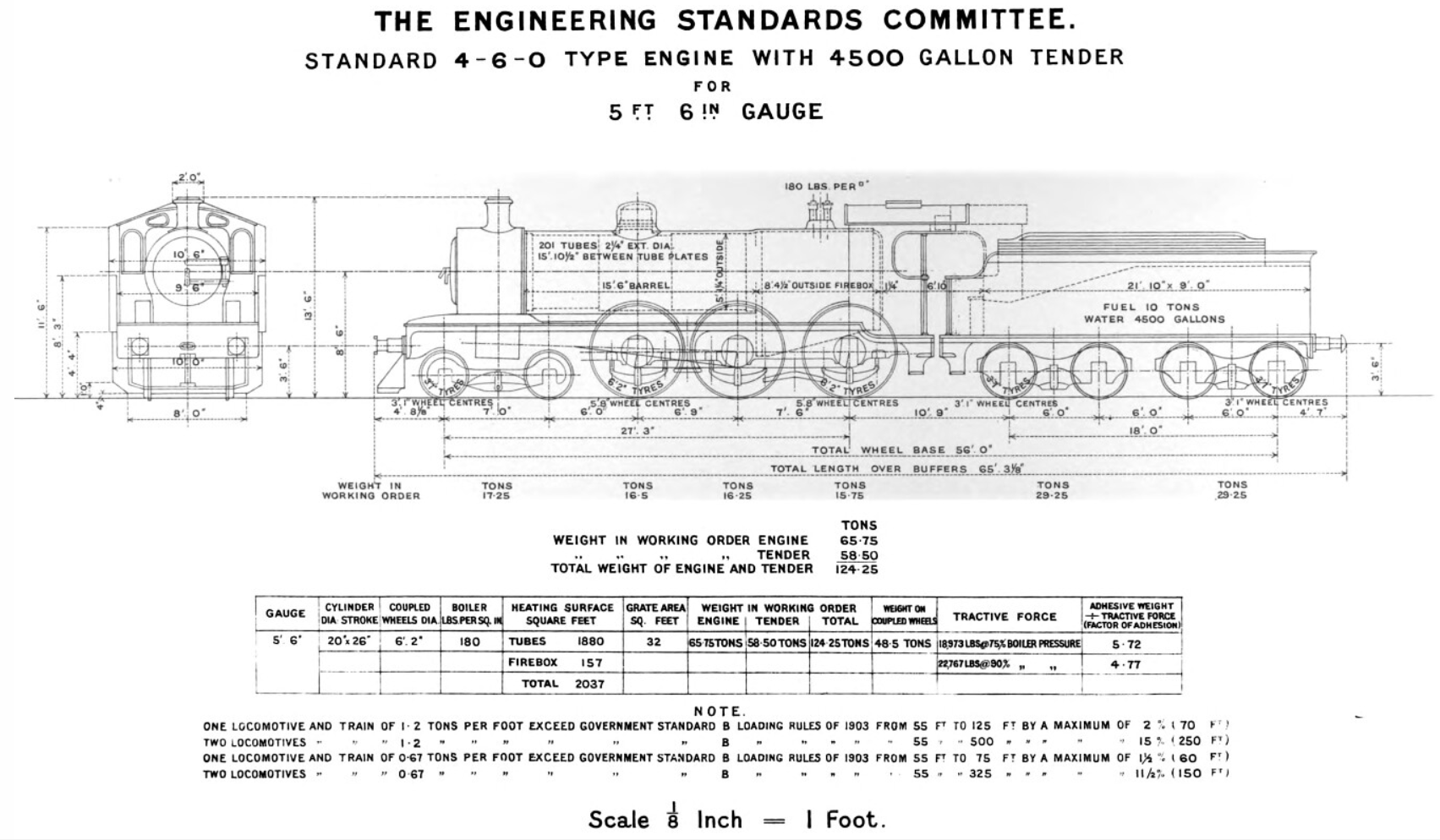
Variante mit 4500 Gallonen-Tender
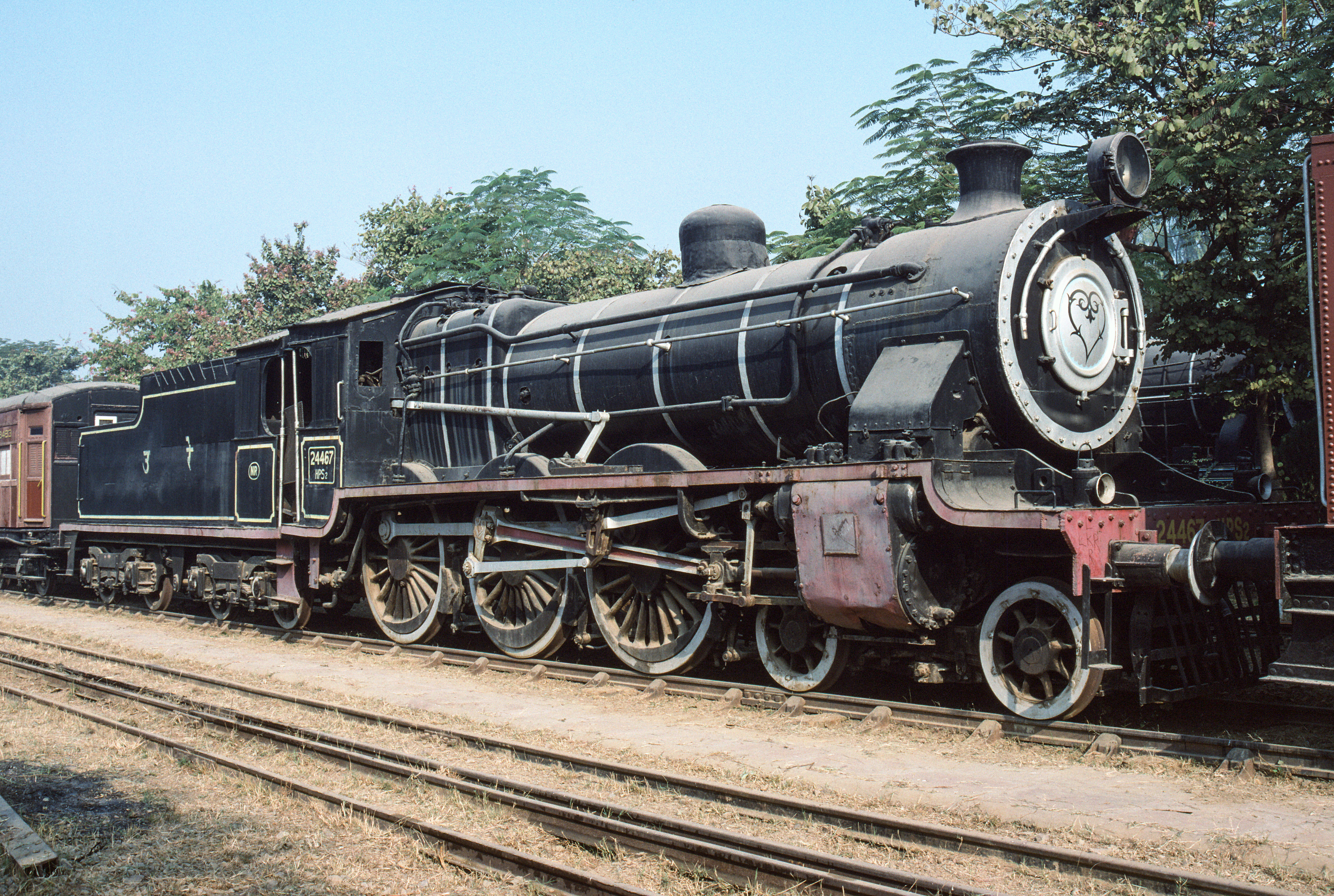
Erhaltene Lokomotive der Heissdampfvariante HPS im National Rail Museum of India

## Technik
Die Lokomotive war als Zweizylinder-Nassdampfmaschine mit Belpaire-Stehkessel ausgeführt. Der Rost war zwischen den Kuppelradsätzen angeordnet, wofür zwischen Achse 2 und 3 der Achsstand vergrößert wurde. Die Zylinder waren außen angeordnet, der Antrieb erfolgte auf die zweite Achse. Das Triebwerk hatte eine Heusinger-Steuerung mit Flachschieber bei den Naßdampfvarianten, bei der Heißdampfvariante wurden Kolbenschieber eingesetzt. Das Umlaufblech war tief angeordnet, sodass über den Kuppelradsätzen Radschutzkästen angeordnet werden mussten. Wie bei den Lokomotiven der Baureihe AP ist die Linie des Führerstandbodens in einem Bogen auf die Höhe des Umlaufblechs hochgezogen. An der vorderen Pufferbohle war ein kleiner Kuhfänger angebracht. Der Führerstand war vollständig geschlossen, wobei die Führerhausrückwand durch den dreiachsigen Schlepptender gebildet wurde. Der dreiachsige Tender war mit Trittbrettern und Haltestangen entlang der Seitenwände versehen, die es ermöglichten, während der Fahrt von der Lokomotive aus den Zug zu erreichen.